# Mario vs. Donkey Kong
Mario vs. Donkey Kong (jap. マリオvs.ドンキーコング, Mario vs. Donkī Kongu) ist ein Videospiel, das 2004 für den Game Boy Advance produziert wurde. Es ist der erste Teil der „Mario vs. Donkey Kong“-Reihe.
2024 erschien ein Remake des Spiels für die Nintendo Switch.

## Handlung
Als Donkey Kong im Fernsehen einen Werbespot der neu veröffentlichten Mini-Marios sieht, ist er sofort Feuer und Flamme, sich einen zuzulegen. Als er aber am Spielzeuggeschäft ankommt, muss er feststellen, dass alle schon ausverkauft sind. Da der Affe aber nicht daran denkt, auf Neuerscheinungen zu warten, stürmt er die Fabrik, in der diese Figuren produziert werden und stiehlt einen Sack voll. Mario, der Eigentümer der Fabrik, macht sich sofort auf seine Fersen.

Im letzten regulären Level muss man die drei Toads (blau, rot, gelb) aus ihren Gefängnissen befreien.

## Spielmechanik
Das Spiel greift Elemente aus frühen Arcade-Spielen und Mario-Spielen auf. Mario muss in den Leveln entweder eine Tür öffnen, für die er den Schlüssel finden muss oder Mini-Marios einsammeln, die aus Donkey Kongs Sack gefallen sind. Beides muss er innerhalb eines bestimmten Zeitlimits vollbringen. Jede Welt besteht aus einigen Sammel-Levels, einem Level, in dem er die Mini-Marios in die Spielzeugkiste eskortieren muss und einem Boss-Level, in dem ein Kampf gegen Donkey Kong stattfindet.
Wie schon im originalen Donkey Kong für den Arcade wird Mario verletzt, wenn er von einer hohen Plattform fällt, hält hier aber deutlich mehr aus als im Original. Auch der dort schon einsetzbare Hammer ist hier verfügbar, mit dem Mario jeden Gegner besiegen kann. Neue Aktionen werden am Anfang des Levels, in dem sie erlernt werden, am Bildschirm angezeigt. So kann Mario durch eine bestimmte Tastenkombination auf den Händen gehen, sodass er herabfallende Trümmer mit seinen nach oben stehenden Füßen abhalten kann. Mario kann Objekte und auch Gegner hochheben und gegen andere Gegner werfen, was man aus Super Mario Bros. 2 – Mario Madness kennt. Mülltonnen können auch verschoben und als Plattformen benutzt werden, um gefährliche Stellen zu überqueren. In den Dschungel-Levels dieses Spiels muss Mario außerdem Gegnern ausweichen, die er in Donkey Kong Jr. ironischerweise selbst eingesetzt hat und sie auch auf dieselbe Weise wie dieser damals bekämpfen. Die Mini-Marios, die Mario in jeder Welt sammelt, werden in den Bosskämpfen jeder Welt als Energieleiste umgesetzt, sodass Mario – wenn er alle Mini-Marios finden konnte – sechs Treffer einstecken kann, bevor er einen Versuch verliert.
In jedem Level – abgesehen von den Spielzeugkisten-Levels und Boss-Levels – können außerdem drei Geschenkpakete eingesammelt werden, die einem zusätzlich Punkte verleihen. Hat man sie eingesammelt, schaltet man ein Bonus-Spiel frei. Dabei gibt es zwei Varianten, in denen aber immer diese Pakete eine Rolle spielen. Am Anfang wird gezeigt, welcher Gegenstand in welchem Paket ist, wobei sie durch die Farbe ihrer Bänder unterschieden werden können. Im ersten Spiel muss man ein Paket auswählen, wozu man den Pfeil rechtzeitig anhält. Im zweiten Spiel versucht Donkey Kong, die Pakete mit seiner Faust zu zerquetschen; Mario kann sie jedoch mit der Richtungstaste austauschen und erhält das Paket, das am Ende übrigbleibt. Man kann Lebens-Pilze erhalten, wobei ein grüner Pilz ein zusätzliches Leben gibt, ein blauer zwei, ein lila drei und ein seltener goldener Pilz sogar fünf Leben. Erhält man jedoch den Donkey-Kong-Icon, geht man leer aus.

## Weitere Teile der Reihe
Zu der 7 Teile umfassenden Reihe (Stand 2024) gehören außerdem:
- Mario vs. Donkey Kong 2: Marsch der Mini-Marios (2006) auf dem Nintendo DS
- Mario vs. Donkey Kong: Die Rückkehr der Mini-Marios! (2009) nur digital über DSiWare
- Mario vs. Donkey Kong: Aufruhr im Mini-Land (2010) ebenfalls auf dem Nintendo DS
- Mario and Donkey Kong: Minis on the Move als digitale Downloadsoftware für den Nintendo 3DS.
- Mario vs. Donkey Kong: Tipping Stars (2015) auf Wii U und Nintendo 3DS
- Mario vs. Donkey Kong (2024) auf Nintendo Switch

## Trivia
Dieses Spiel und sein Remake aus dem Jahr 2024 sind die einzigen Spiele der „Mario vs. Donkey Kong“-Reihe, in der Mario spielbar ist. In den anderen Spielen sind es die Mini-Marios, die man in diesem Spiel und dem Remake sammeln muss.